# Wacław Bniński
Wacław Hilary Bniński ps. „Roman”, „Wioślarz”, „Key” (ur. 23 marca 1923 w Krakowie, zm. 24 stycznia 1998 w Boca Raton (hrabstwo Palm Beach) na Florydzie w USA) – dziennikarz, działacz polonijny, porucznik Armii Krajowej, członek organizacji konspiracyjnej „Uprawa” oraz Zrzeszenia „Wolność i Niezawisłość” (WiN), redaktor w Radiu Wolna Europa (RWE) i Głosie Ameryki.

## Życiorys
Urodził się w rodzinie ziemiańskiej, studiował prawo. Po wybuchu II wojny światowej zaangażował się w pracę konspiracyjną. W 1940 r. poprzez znajomość z Leonem Krzeczunowiczem podjął działalność w organizacji ziemian i przemysłowców „Uprawa”. W 1942 r. wstąpił w szeregi ZWZ-AK, po ukończeniu podchorążówki otrzymał stopień porucznika. W powstaniu warszawskim walczył w szeregach Zgrupowania „Krybar”. Po upadku powstania nie dostał się do niewoli, wychodząc z miasta wraz z ludnością cywilną. W 1945 r. wstąpił do antykomunistycznego WiN. W 1946 r. wyjechał wraz z rodziną z Polski. Działał we Francji, Szwajcarii i Włoszech, organizując zagraniczne delegatury WiN. W latach 1957–1958 pracował w Rozgłośni Polskiej Radia Wolna Europa w Monachium, będąc przez pewien czas redaktorem dziennika sekcji polskiej. Następnie wyjechał do USA. W 1969 r. rozpoczął pracę w Głosie Ameryki w Waszyngtonie. W latach 1982–1987 był korespondentem tej rozgłośni w Europie Zachodniej, biorąc udział m.in. w 16 pielgrzymach papieża Jana Pawła II do krajów europejskich. Działał w środowisku polonijnym, był autorem artykułów prasowych. W 1987 r. przeszedł na emeryturę, zamieszkał na Florydzie.

## Życie prywatne
Syn Hilarego herbu Łodzia (1873–1946), ziemianina z Wielkopolski, i Jadwigi zd. Tarnowskiej herbu Leliwa, córki profesora Stanisława Tarnowskiego. W 1945 r. poślubił Julią Marią Żółtowską herbu Ogończyk (ur. 1923), córką Pawła Cieszkowskiego-Żółtowskiego (1889–1985), także działającego w „Uprawie”. Ich dzieci: Roman (ur. 1946), Jan (ur. 1947), Klara (ur. 1949) oraz Tomasz (ur. 1950).